# Sturz des Phaeton (Michelangelo)

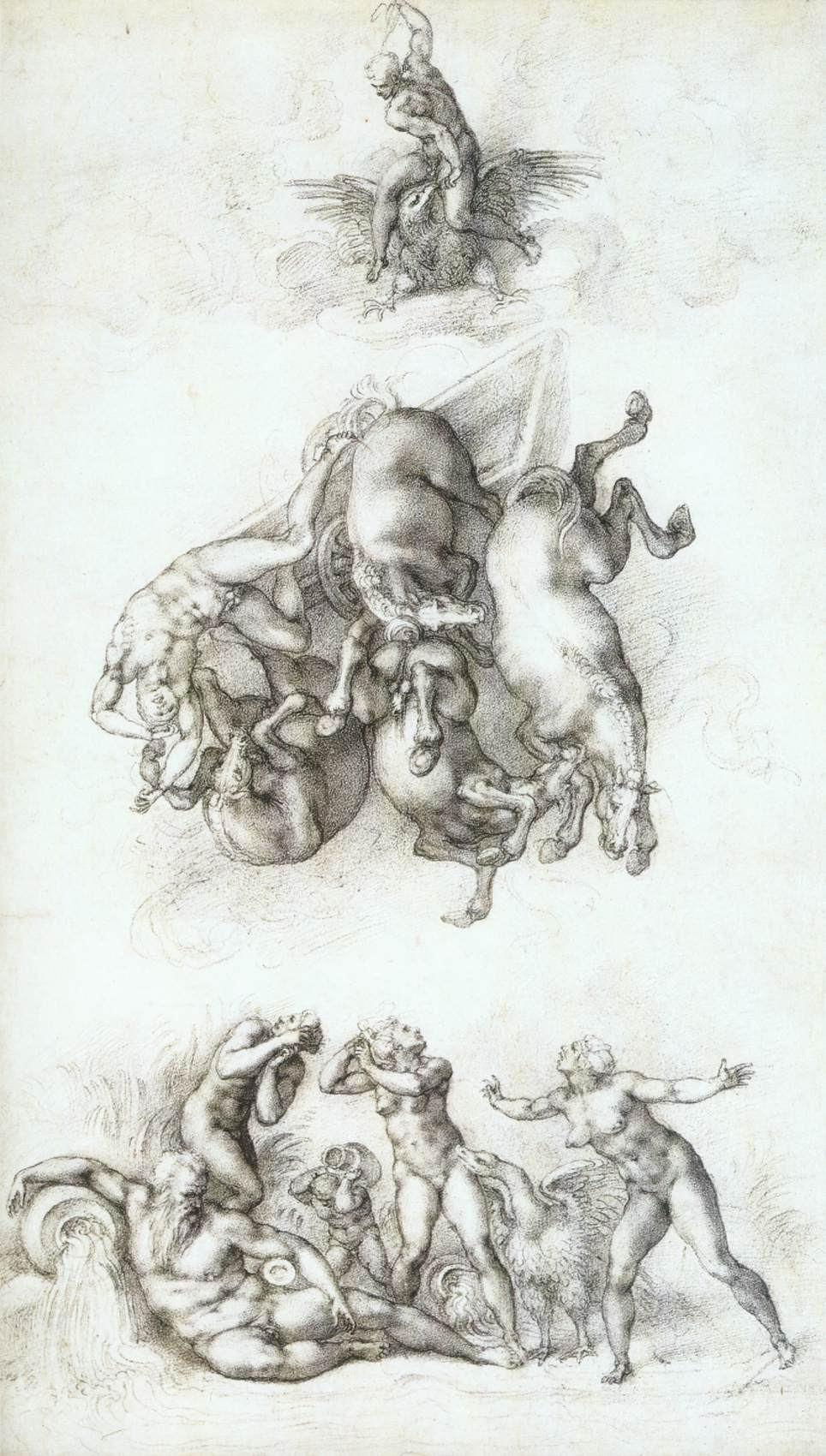
Royal Library, Windsor
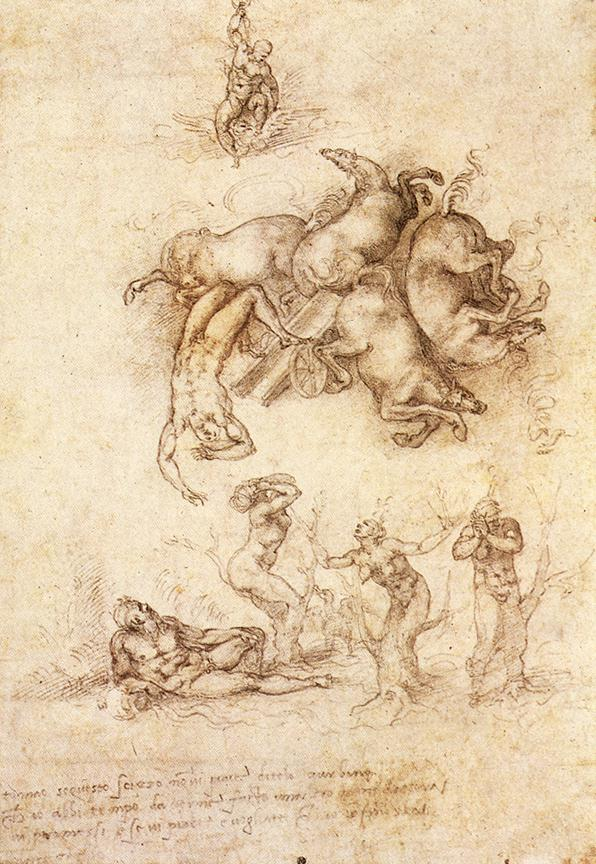
British Museum
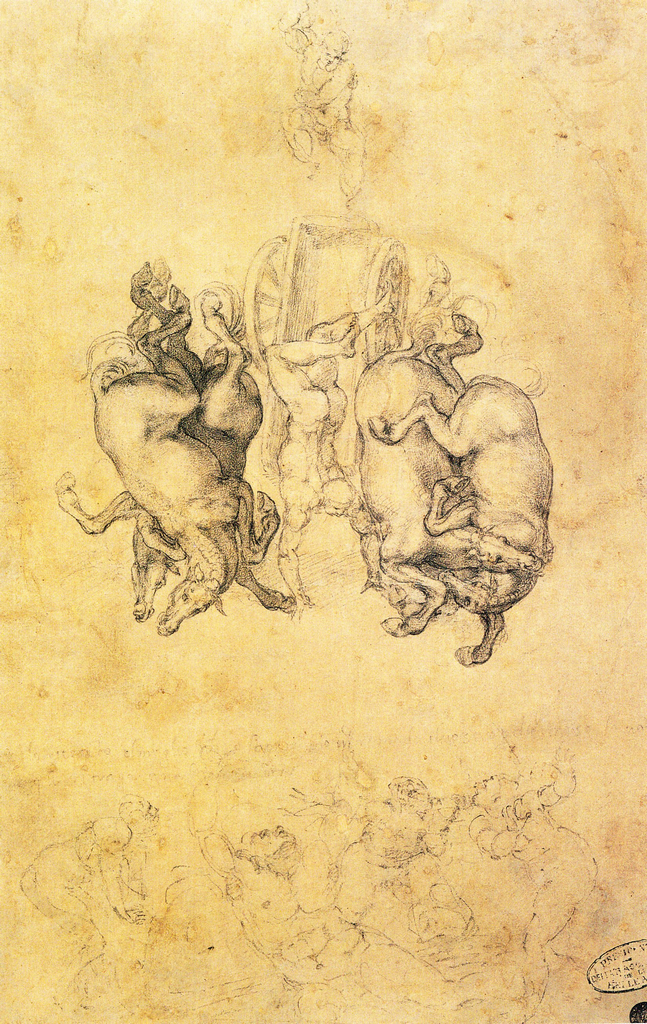
Galerie dell’Accademia, Venedig

Sturz des Phaeton war ein Sujet von Michelangelo. Drei Varianten seiner Interpretation dieses Mythos sind tradiert.

## Bildbeschreibung

### Fassung I
1533, schwarze Kreide, 41,3 × 23,4 cm, Royal Library, Windsor (seit 1810)
Diese Zeichnung schickt er Anfang September 1533 seinem Schüler und engem Freund Tommaso de’ Cavalieri von Rom nach Florenz. Phaeton, Sohn des Sonnengottes Helios, verursacht beinahe einen Weltbrand, als er mit dem Sonnenwagen seines Vaters unterwegs ist und wird daraufhin von Zeus mit dem Blitz erschlagen. Michelangelo stellt den Wagen als Vierspänner dar und Zeus auf den Schwingen eines Adlers. Der hölzerne Kasten, die vier Pferde und Phaeton purzeln kopfüber hinab. Er wird von seinen Schwestern, den Heliaden beweint. An ihnen selbst vollzieht sich hiernach die Metamorphose in Schwarzpappeln, deren Tränen sich in Bernstein verwandeln. Neben den Heliaden ist Eridanos als Flussgott dargestellt. Die Zeichnung weist überall starke körperliche Torsionen auf. Ob Michelangelo bei der Darstellung von Zeus sich an Laokoon inspiriert hat? Auch wie Phaeton sich abstürzend windet, könnte von der Laokoongruppe, bei deren Auffindung Michelangelo Zeuge ist, angeregt sein. Michelangelo ist am 14. Januar 1506 mit seinem Architekten-Kollegen Giuliano da Sangallo zugegen als die spektakuläre Laokoon-Gruppe gefunden und ausgegraben wird.

### Fassung II
Eine Variante befindet sich im British Museum. Die Datierung lautet ebenfalls 1533 (31,2 cm × 21,5 cm). Nuancenreich variiert Michelangelo jede der einzelnen Stellungen der Figuren. Die Metamorphose vollzieht sich bereits. Der voluminöse Schwan (Kyknos) des Library-Blattes ist hier nur ein „häßliches Entlein“ angedeutet im Hintergrund. Der um seinen Freund trauernde Kyknos wird in einen Schwan verwandelt. Aus dieser Legende stammt der Begriff Schwanengesang aufgrund seines Todesgesangs voll unglücklicher Pracht. Entgegen dem Library-Blatt blickt Eridanos hinauf zu Phaeton. Anhand der massigen Pferdeleiber demonstriert der Künstler ihre Fluguntauglichkeit. Auf diesem Blatt befindet sich eine Widmung an Cavalieri.

### Fassung III
Eine dritte Zeichnung von Michelangelo Der Sturz des Phaeton aus dem Jahr 1553 befindet sich in den Galerie dell’Accademia in Venedig. Auch hier variiert der Künstler seine Ausführung. Phaeton stürzt zwischen zwei sich jeweils umklammernden Pferdepaar hinab. Zeus und die untere Gruppe sind leicht angedeutet.